# Ouro Verde (telenovela)
Pour les articles homonymes, voir Ouro Verde.
Ouro Verde est une telenovela portugaise produite par Plural Entertainment et diffusée sur TVI entre le 8 janvier 2017 et le 3 octobre 2017.
Écrite par la débutante Maria João Costa, elle est réalisée par Hugo de Sousa, Joël Monteiro, Nuno Franco, Paulo Brito et dirigée par Hugo de Sousa. Elle est tournée au Portugal et au Brésil avec quelques scènes également enregistrées à Madrid, en Espagne et à Genève, en Suisse.
Ouro Verde est, jusqu'à présent, le plus grand succès de la décennie de TVI, d'Espírito Indomável à la direction de la chaîne.
Cette telenovela a remporté le prix de la meilleure telenovela le 19 novembre 2018 à New York, donnant le deuxième Emmy à TVI et le troisième au Portugal.
Les acteurs principaux sont : Diogo Morgado, Joana de Verona, Luís Esparteiro, Ana Sofia Martins et Sílvia Pfeifer.
C'est la telenovela la plus regardée sur TVI puisque GFK mesure les audiences, atteignant 14,0% / 29,1%.
Elle est diffusée par TVI Ficção depuis janvier 2019.
Au Brésil, Band proposera bientôt de remplacer le feuilleton turc Minha Vida aux heures de grande écoute en version doublée en portugais brésilien.
En France, elle débarque sur Chérie 25 sous-titre Le Prix de la trahison à partir du 24 juin 2019. Mais elle a été déprogrammée au bout de 75 épisodes faute d’audience.
En Belgique, elle est diffusée à partir du 1er septembre 2020 sur RTLplay.
Cette télénovela a été diffusée sur Antenne Réunion entre juillet 2022 et août 2023, soit 110 épisodes au total.

## Synopsis
Jorge Monforte (Diogo Morgado) est un homme d'affaires brésilien, propriétaire de l'empire Ouro Verde (Brésil), l'un des leaders mondiaux du marché agricole. Il a récemment acquis une participation importante dans Banco Brandão Ferreira da Fonseca (BBFF), une entreprise familiale dirigée par le puissant banquier portugais Miguel Ferreira da Fonseca (Luis Esparteiro), en prenant une place au conseil d’administration restreint de l’institution. Son arrivée n’est pas bien reçue dans la famille du banquier, qui soupçonne les véritables intentions de cet étranger. Ce qui ne passe par la tête de personne, c'est que Jorge Monforte est la nouvelle identité de Zé Maria Magalhães, décédé il y a 15 ans, qui est maintenant de retour pour rendre justice de la mort de sa famille.

## Distribution
- Diogo Morgado : José Maria Magalhães (Zé Maria) / Jorge Monforte (Protagoniste)
- Joana de Verona (pt) : Beatriz Ferreira da Fonseca (Bia) (Protagoniste)
- Luís Esparteiro (pt) : Miguel Ferreira da Fonseca (Antagoniste)
- Sílvia Pfeifer (pt) : Mónica Brandão Ferreira da Fonseca (Co-Protagoniste)
- Ana Sofia Martins (pt) : Vera Andrade (Co-Antagoniste)
- Pedro Carvalho : Tomás Ferreira da Fonseca (Co-Protagoniste)
- Manuela Couto (pt) : Amanda Nascimento Ferreira da Fonseca (Co-Protagoniste)
- Nuno Homem de Sá (pt) : Otelo Monteiro / Ferreira da Fonseca (Co-Antagoniste)
- Dina Félix da Costa (pt) : Rita Ferreira da Fonseca (Co-Antagoniste)
- Bruno Cabrerizo (pt) : João Laurentino da Silva
- Thaiane Anjos : Aparecida Fagundes
- Nuno Pardal : António Ferreira da Fonseca
- Isabel Medina (pt) : Maria Teresa Cunha Teles
- Susana Arrais : Jéssica Andrade
- Pedro Hossi : Hadjalmar Andrade (Hadja)
- Inês Nunes : David / Catarina Nascimento
- Fredy Costa (pt) : Tiago Andrade
- Úrsula Corona : Valéria de Scarpa
- Sofia Escobar (pt) : Inês Santiago
- Fernando Pires (pt) : Gonçalo Santiago
- Sofia Grillo (pt) : Paula Sampaio
- Vítor D'Andrade : Lúcio Sampaio
- Mafalda Marafusta : Cátia Sampaio
- Sofia Nicholson (pt) : Judite Sampaio
- José Wallenstein (pt) : Joaquim Fernandes
- Ângelo Torres (pt) : Père Sebastião
- Ana Saragoça : Laurinda
- Zezé Motta : Dr. Nénem
- Pedro Lamares (pt) : Francisco Dias Pimentel
- Adriano Toloza (pt) : Edu
- Cassiano Carneiro (pt) : Edson Fagundes
- Rodrigo Paganelli : Salvador Ferreira da Fonseca
- Mónica Duarte : Mafalda Ferreira da Fonseca
- Júlia Palha (pt) : Sancha Ferreira da Fonseca
- João Correia : Bernardo Ferreira da Fonseca
- Daniela Melchior : Cláudia Andrade
- Diogo Branco : Sérgio Sampaio
- Ema Melo : Sol Santiago Andrade
- Gonçalo Oliveira : Guilherme Simões
- Sofia Franco : Nadine Santos
- Dylan Miguel : Henrique Silva Andrade
- Paulo Pires (pt) : João Magalhães
- Sílvia Rizzo (pt) : Madalena Magalhães

## Saisons
| Saisons | Saisons | Nombre d'épisodes | Nombre d'épisodes | Diffusion Originale | Diffusion Originale | Audience | Audience | Audience | Audience |
| Saisons | Saisons | Nombre d'épisodes | Nombre d'épisodes | Diffusion Originale | Diffusion Originale | Début    | Début    | Fin      | Fin      |
| Saisons | Saisons | Nombre d'épisodes | Nombre d'épisodes | Début               | Fin                 | Notation | Partager | Notation | Partager |
| ------- | ------- | ----------------- | ----------------- | ------------------- | ------------------- | -------- | -------- | -------- | -------- |
|         | 1       | 97                | 68                | 8 janvier 2017      | 1er avril 2017      | 15,5%    | 29,6%    | 13,5%    | 29,3%    |
| 29      | 1       | 97                | 3 avril 2017      | 6 mai 2017          | 15,6%               | 31,1%    | 11,2%    | 26,2%    |          |
|         | 2       | 124               | 124               | 8 mai 2017          | 3 octobre 2017      | 13,3%    | 29,4%    | 17,5%    | 35,8%    |

## Musique
La bande originale de la telenovela est sortie le 12 mai 2017. Le CD contient 20 chansons, dont le thème principal.
| N.º | Titre                   | Musique         | Thème               | Durée |
| --- | ----------------------- | --------------- | ------------------- | ----- |
| 1.  | "I Need This Girl"      | Virgul          | Genérique           | 3:49  |
| 2.  | "Todo Teu"              | Anselmo Ralph   | Vera e Jorge        | 4:02  |
| 3.  | "A Cada Passo"          | Átoa            | Gonçalo             | 3:35  |
| 4.  | "Blind Woman"           | Áurea           |                     | 3:35  |
| 5.  | "Tu És Tão Linda"       | Badoxa          |                     | 4:32  |
| 6.  | "Sinto"                 | D.A.M.A.        |                     | 2:55  |
| 7.  | "Era Eu"                | D.A.M.A.        | Salvador et Cláudia | 3:46  |
| 8.  | "Dialeto"               | Diogo Piçarra   | Rita                | 3:34  |
| 9.  | "Só Mais Um Dia"        | D8              | Cátia               | 3:05  |
| 10. | "Hurts"                 | Emeli Sandé     |                     | 4:02  |
| 11. | "O Meu Amor"            | Mafalda Veiga   |                     | 3:15  |
| 12. | "Não Vou"               | Paulo Sousa     | Inês                | 3:57  |
| 13. | "Histórias"             | Ricardo de Sá   |                     | 3:32  |
| 14. | "Do You No Wrong"       | Richie Campbell | Bia et Jorge        | 4:04  |
| 15. | "Velha Infância"        | Tribalistas     | Bia et Jorge        | 4:05  |
| 16. | "Boa Sorte / Good Luck" | Vanessa da Mata | Bia                 | 3:46  |
| 17. | "Rainha"                | Virgul          | Jéssica et Hadja    | 3:07  |
| 18. | "Batuque de Angola"     | Zezé Motta      |                     | 3:36  |
| 19. | "Ficar A Teu Lado"      | Zezé Motta      |                     |       |
| 20. | "Violet Hill"           | Coldplay        |                     | 3:43  |

### Non inclus
- Nuria Mallena : "Ouro Verde" (Thème de Mónica)
- Ricardo Tininha : "Devo Tentar"
- Leandro : "Se nunca mais te vir" (Thème de Amanda)

## Prix et récompenses
| Année | Prix                    | Catégorie           | Résultat |
| ----- | ----------------------- | ------------------- | -------- |
| 2018  | Emmy Internacional 2018 | Meilleur Telenovela | Gagnante |